# Équipe du Québec de soccer
Maillots
L'Équipe du Québec est une sélection des meilleurs joueurs professionnels et amateurs québécois, contrôlée par la fédération de Soccer Québec fondée en 1911. Elle fut membre de la NF-Board jusqu'en 2013. Elle est depuis le 9 octobre 2013 membre de la Confédération des associations de football indépendantes,. À ce titre, elle peut participer à ses compétitions internationales.

## Histoire
Yannick Saint-Germain a tenté de créer une équipe québécoise dès 2012, mais le projet a avorté, pour être relancé quelques mois plus tard,.
En 2012, les Québécois tentent de participer à la VIVA World Cup 2012 de la NF-Board, mais faute de budget, l'équipe québécoise annule sa participation, deux ans plus tard, lors de la Coupe du monde de football ConIFA 2014, le Québec connait la même déception. 
L'équipe québécoise participe au Tournoi International des Peuples, Cultures et Tribus de Marseille en 2013,,,,, grâce à un soutien financier du gouvernement du Québec de plus de 25 000$. La sélection sera menée par Patrick Leduc. Le Québec sera dans le groupe 2 avec le Tibet, le Sahara occidental et la Provence.
Les onze premiers joueurs face au Tibet: Reda Agourram, Pascal Aoun, Olivier Babineau, Durnick Jean, Cédric Carrier, Kevin Dean Chan-Yu-Tin, Kevin Cossette, Alex Surprenant, Patrick Leduc, Fabrice Lassonde et Vincent Cournoyer. Pour son premier match officiel le Québéc écrase le Tibet 21 buts à 0. Le premier buteur du Québec est Reda Agourram.
Le Québec remporte son second match contre la Provence 3 but à 1,.
Le Onze partant pour le match de la demi-finale face au Kurdistan : Vincent Cournoyer, Patrick Leduc, Fabrice Lassonde, Alex Surprenant, Kevin Cossette, Kevin Dean Chan-Yu-Tin, Cédric Carrié, Durnick Jean, Pascal Aoun, Reda Agourram et Gabriel Morreau. Le Kurdistan bat le Québec 1 à 0.
L'équipe Québécoise, s'envole pour l'île de Man afin d'observer le Tynwald Hill International Football Tournament, qui oppose quatre équipes non-fifa et une équipe locale St-John.
Le 9 octobre 2013, le Québec adhère à la Confédération des associations indépendantes de football (ConIFA).
L'Équipe du Québec intègre en 2014 la Fédération de soccer du Québec. La participation du Québec à la première Coupe du monde de football ConIFA 2014, en Laponie suédoise, est officiellement confirmée,,,,, le Québec se retrouve dans le Groupe C avec la Padanie et le Darfour, mais la participation du Québec sera finalement déclinée par la Fédération de soccer du Québec.
La Fédération de soccer du Québec annule le Derby du Lac Champlain, l’équipe Québécoise devait affronter l'équipe du Voltage du Vermont le 19 juin 2015 à St-Lambert, afin de célébrer le 30e anniversaire de l’Association de soccer locale.

## Palmarès
Tournoi international des peuples, cultures et tribus,
| Année | Lieu   | Position | Match | Victoire | Nul | Défaite | but marqué | but encaissé |
| ----- | ------ | -------- | ----- | -------- | --- | ------- | ---------- | ------------ |
| 2013  | France | 3e       | 4     | 3        | 0   | 1       | 26         | 3            |

## Matches internationaux
Le tableau suivant liste les rencontres de l'Équipe du Québec de football.
| No | Date         | Lieu                          | Québec | Adversaire      | Score  | Compétition                                                | Buteur(s) pour du Québec | Buteur(s) pour l'adversaire |
| -- | ------------ | ----------------------------- | ------ | --------------- | ------ | ---------------------------------------------------------- | --- | --------------------------- |
| 1  | 24 juin 2013 | Marseille, France             | Québec | Tibet           | V 21-0 | Tournoi international des peuples, cultures et tribus 2013 | Durnik Jean , Reda Agourram , Cédric Carrier 24e , Gabriel Moreau , Pascal Aoun , Jean-Louis Bessé 76e , Kevin Cossette , Renaud Lefèvre , Fabrice Lassonde 37e, Nicolas Lesage 77e |                             |
| 2  | 25 juin 2013 | Marseille, France             | Québec | Provence        | V 3-1  | Tournoi international des peuples, cultures et tribus 2013 | Pascal Aoun 28e, Reda Agourram 48e, Cedric Carrier 80e | Benjamin De Santi 4e        |
| 3  | 27 juin 2013 | Marseille, France             | Québec | Kurdistan       | P 0-1  | Tournoi international des peuples, cultures et tribus 2013 | | ? 68e                       |
| 4  | 28 juin 2013 | Marseille, France             | Québec | UGA Ardziv      | V 2-1  | Tournoi international des peuples, cultures et tribus 2013 | Cedric Carrier 63e, Pascal Aoun 71e | ? 13e                       |
| 5  | 19 juin 2015 | Saint-Lambert, Quebec, Canada | Québec | Vermont Voltage | Annulé | A.                                                         | |                             |

| Score : - V = Match gagné - N = Match nul - P = Match perdu | Compétition : - A. = Match amical - C. = Compétition |

### Équipes rencontrées
| Adversaire | Joués | Victoires | Matchs nuls | Défaites | Buts pour | Buts contre |
| ---------- | ----- | --------- | ----------- | -------- | --------- | ----------- |
| Tibet      | 1     | 1         | 0           | 0        | 21        | 0           |
| Provence   | 1     | 1         | 0           | 0        | 3         | 1           |
| Kurdistan  | 1     | 0         | 0           | 1        | 0         | 1           |
| UGA Ardziv | 1     | 1         | 0           | 0        | 2         | 1           |
| Total      | 4     | 3         | 0           | 1        | 26        | 3           |

## Meilleurs buteurs
| Rang | Joueur           | Buts | Sél. | Première sélection | Dernière sélection |
| ---- | ---------------- | ---- | ---- | ------------------ | ------------------ |
| 1    | Cedric Carrier   | 4    | 4    | 2013               | 2013               |
| -    | Pascal Aoun      | 4    | 4    | 2013               | 2013               |
| -    | Reda Agourram    | 4    | 4    | 2013               | 2013               |
| -    | Durnik Jean      | 4    | 4    | 2013               | 2013               |
| 2    | Gabriel Moreau   | 2    | 4    | 2013               | 2013               |
| -    | Kevin Cossette   | 2    | 4    | 2013               | 2013               |
| -    | Jean-Louis Bessé | 2    | 4    | 2013               | 2013               |
| 3    | Nicolas Lesage   | 1    | 4    | 2013               | 2013               |
| -    | Fabrice Lassonde | 1    | 4    | 2013               | 2013               |
| -    | Renaud Lefèvre   | 1    | 4    | 2013               | 2013               |

## Personnalités de l'équipe du Québec de football

### Effectif
| Sélection 2013,        | Sélection 2013,                    |
| ---------------------- | ---------------------------------- |
| Gardien                |                                    |
| Vincent Cournoyer      | Impact de Montréal                 |
| Dominic Provost        | Impact de Montréal                 |
| Défenseur              |                                    |
| Cédric Joqueviel       | Castelnau Le Crès FC               |
| Fabrice Lassonde       | FC Edmonton                        |
| Patrick Leduc          |                                    |
| Stephen Meterissian    | Université Concordia               |
| Alex Surprenant        |                                    |
| Milieu de terrain      |                                    |
| Olivier Babineau       |                                    |
| Cedric Carrie          |                                    |
| Kevin Cossette (en)    | Impact de Montréal                 |
| Tommy Lucas            |                                    |
| Renaud Lefèvre         |                                    |
| Kevin Chan-Yu-Tin (en) | Taiwan Power Company Football Club |
| Attaquant              |                                    |
| Reda Agourram (en)     | Association sportive des FAR       |
| Pascal Aoun            |                                    |
| Jean-Louis Bessé (en)  | L'Assomption                       |
| Durnik Jean            |                                    |
| Nicolas Lesage         |                                    |
| Gabriel Moreau         |                                    |

### Sélectionneur
Mise à jour le 8 octobre 2020.
| N°     | Sélectionneur | Période   | Matchs | Gagnés | Nuls | Perdus | Gagnés % |
| ------ | ------------- | --------- | ------ | ------ | ---- | ------ | -------- |
| 1      | Patrick Leduc | 2013-2015 | 4      | 3      | 0    | 1      | 75       |
| Totals | Totals        | Totals    | 4      | 3      | 0    | 1      | 75       |

### Président
| N° | Nom                   | Période   |
| -- | --------------------- | --------- |
| 1  | Yannick Saint-Germain | 2013-2015 |